# Veliki rob, Južna Afrika
Veliki rob, tudi Robno gorovje je strm rob, ki obroblja Osrednjo južnoafriško planoto in celino ločuje od obalne ravnice ob Atlantiku in Indijskem oceanu. Je ena glavnih geoloških oblik v Afriki. Kljub temu da je v glavnem v Republiki Južni Afriki, se na vzhodu razteza proti severu in je meja med Mozambikom in Zimbabvejem, na zahodu pa se nadaljuje proti severu v Namibijo in Angolo.
Za različne dele Velikega roba se uporabljajo različna imena, najbolj znano je Zmajevo gorovje (Drakensberg), Schwartzrand in gorovje Khomas v Namibiji ter Serra da Chela v Angoli.

## Geološki izvor
Pred približno 180 milijoni let je plašč pod južno Gondvano povzročil izbočenje kontinentalne skorje na območju, ki je pozneje postala južna Afrika. Pred 10–20 milijoni let je nastal tektonski na obeh straneh osrednje izbokline, ki je bila poplavljena in postala prvotni Atlantik in prvotni Indijski ocean. Stopničaste strme stene teh tektonskih dolin so se oblikovale v rob, ki je obdajal novo nastalo južnoafriško podcelino.
Z razširitvijo Atlantika, Indijskega in Južnega oceana se je Južna Afrika tektonsko umirila. Približno 50 milijonov let so bili potresi redki, odsotni sta bili vulkanska ali orogenska dejavnost. To je povzročilo skoraj neprekinjeno obdobje erozije, ki se nadaljuje še danes, in je  s površja planote odbrusila plast, debelo več kilometrov. Debela plast morskega sedimenta je posledično nanesena na epikontinentalni pas (spodnja polica izvirne stene riftne doline), ki obdaja podcelino. 
V zadnjih 20 milijonih let je Južna Afrika doživela nadaljnji masivni dvig, zlasti na vzhodu. Posledica je, da večina planote kljub obsežni eroziji leži nad 1000 metri nagnjena tako, da je najvišja na vzhodu, nagnjena rahlo navzdol proti zahodu in jugu. Tako je višina roba vzhodnih brežin nad 2000 metrov. Najvišjo točko (nad 3000 metrov) doseže rob na državni meji Lesotom in KwaZulu - Natalom.
Dvig osrednje planote v zadnjih 20 milijonih letih je povzročil premik roba v notranjost celine in s pomočjo erozije na sedanji položaj, kar je ustvarilo današnjo obalno ravnino. Položaj sedanjega roba je zato približno 150 km na celini in od prvotnih prelomov, ki so sestavljali stene doline s strmimi pobočji, ki se je razvila ob obali med razpadom Gondvane. Stopnja erozije roba v Zmajevem gorovju je v povprečju 1,5 m na 1000 let ali 1,5 mm letno. 
Zaradi večje erozije same planote v mezozoiku in kenozoiku, nobena od njenih površinskih kamnin (razen kalaharijskega peska) ni mlajša kot 180 milijonov let. Najmlajše kamnine, ki ostajajo na površju planote, so v Lesotu. To so oblike v Clarensu, ki ležijo pod puščavo in so stare približno 200 milijonov let. Prekrila jih je 1600 metrov debela plast lave, ki je izbruhnila približno pred 180 milijonov let. Pokriva večino južne Afrike in res velik del Gondvane. Te kamnine sestavljajo strme plasti Velikega roba na tem območju, na katerem njegov zgornji rob doseže višino čez 3000 metrov.
Erozijski umik roba od obalne črte na sedanji položaj, približno 150 km iz prvotnega položaja, pomeni, da so skale na obalnih ravnicah skoraj brez izjeme starejše od skale, ki pokriva sosednji rob. Tako najdemo v nizkem veldu v Mpumalangi (do 24. avgusta 1995 Vzhodni Transvaal) pod delom  Velikega roba skale, stare več kot 3000 milijonov let.  Na jugu in jugozahodu so riftne doline, ki so nastale ob razpadu Gondvane, so bolj ali manj ob južnoafriški obali. Riftne doline na jugu celine pa ločujejo južni rt od Falklandske planote, ki je bila potisnjena navzgor v ogromen masiv himalajskih razsežnosti pred približno 290–330.000.000 let. Usedline, erodirane zaradi Gondvanskih gora, so pokopale Kapsko gorovje in oblikovale 6 kilometrov debelo Beaufortovo skupino skal, kotline Karoo. Rob je erodiral, se premikal v notranjost celine, pokopal gore, ki so se oblikovale 150 milijonov let prej, ki so bile postopoma ponovno izpostavljene. Sestavljene so bile iz kvarzitnega peščenjaka, odpornega za erozijo, in so predrle izginjajočo pokrajino. Oblikovale so vzporedna gorovja, ki štrlijo iz obalne ravnice na jugu in jugozahodu rta. 
Vzhodni del Velikega roba (Zmajeve gore) se razprostira do severnega Tzaneena, približno 22° južno vzporedno, od koder zavije proti zahodu do Potgietersrusta (od 2003 Mokopane), kjer je znan kot gorovje Strydpoort. Velikega roba ni okoli 450 km severno od Tzaneena (ponovno se pojavi na meji med Zimbabvejem in Mozambikom v visokogorju Chimanimani) zaradi neuspele zahodne veje glavnega razkola, ki je povzročil, da se je Antarktika začela odmikati od južne Afrike ob razpadu Gondvane pred okoli 150 milijoni let. Spodnji tok reke Limpopo in reke Save odtekata v Indijski ocean skozi to, kar je ostalo od te riftne doline, ki je zdaj del južnoafriškega nižjega velda.

## Namibija
Veliki rob teče skozi Namibijo od severa proti jugu kot eden od treh prevladujočih oblik površja. Rob loči obalno ravnino od osrednje planote.
Zahodno od roba obalni del pokrajine poteka okoli 2000 km daleč, vendar le v širini od 80 do 130 km od južne Angole do južnoafriške province Severni rt (North Cape) in v bistvu ustreza območju obalne ravnice. Ta obalni pas leži predvsem v puščavi Namib in se od morja počasi dvigne na 600 m. Na severu od obalnega pasu je pretežno kamnit, delno skalnat, na jugu je predvsem peščena puščava (predvsem južno od suhe reke Kuiseb) z velikimi premikajočimi peščenimi sipinami do 300 m visokimi.
Proti vzhodu Namib zapre Veliki rob, ki se dvigne do okoli 2000 m nad morjem. Na severu, med rekama Kunene in Huab, se Veliki rob oblikuje v gorovje Hartmann, Baynes in Joubert, na jugu v gorovje Khomas, Rant, gore Naukluft in Tsaris, rob Schawarz in Tiras. Široke in globoke, usklajene z obalnimi dolinami rek, prerežejo Veliki rob in ga odpirajo proti Namibu. V osrednji Namibiji, med 19 do 23 stopinj zemljepisne širine, je rob erodiran in razdeljen na več delov v tako imenovane vrzeli. So zmerno nagnjene, se stalno višajo in dvignejo na višino notranje planote. Zunaj Velikega roba so gorovje Brandberg, Erongo in posamezni osamelci kot Mala in Velika Spitzkoppe.
Od pogorja Naukluft do reke Oranje poteka Veliki rob 400 km v smeri sever–jug kot Rdeči rob in na robu prepovedanega diamantnega območja ležijo granitne gore Velikega roba v velikih ravnicah Namiba.
Proti vzhodu se Veliki rob postopoma spušča v Robno in osrednjeafriško višavje in s peskom polni porečje puščave Kalahari, kjer je ena izmed kotlin Karoo v južni Afriki. Na severu celinsko gorovje prečkajo široke doline s posameznimi gorami, ki štrlijo nad planoto. Na jugu je višavje pretežno ravninsko in pokrajino prereže le nekaj globokih dolin.

## Republika Južna Afrika
Na meji med Namibijo in Republiko Južno Afriko Veliki rob prečka kanjon reke Oranje in se nadaljuje kot zahodno pobočje gorske kulise Richtersveld proti jugu čez hrib Bokkeveld (840 m) v notranjosti. Tukaj deli Veliki rob Karu s svojima dvema glavnima deloma. Začne se približno ob gorovju Hantams (1799 m) vzdolž verige Roggeveldb (1742 m), na Koms (1902 m) in Nuweveld (2070 m) na prelaz Molteno v bližini mesta zahodni Beaufort. Od tu poteka rob skozi redko poseljeno območje polsušnega Karuja na območje zahodno od Graaff-Reineta in tam južno do vzhodne gore Sneeu (2504 m) z enim odcepom na sever. Tu je tudi zavito porečje Ribje reke na vzhodnem robu gore Bamboes (2376 m) in gorovje Storm (2290 m) severno od Queenstowna.
Veliki rob sledi črti v provinco Vzhodni rt, približno mimo mest Dordrecht, Elliot na prelaz Barkly, v mesto Maclear in na vzpetino Elands, na zahodno vznožje Zmajevega gorovja. Višina roba doseže mejno območje Republike Južne Afrike in Lesota. Po meji se razteza vzdolž vzhodnega pobočja Zmajevega gorovja (3482 m), najvišje na celotnem poteku. Največja višinska razlika je prelaz Sani v KwaZulu - Natalu. Tu je vzporedno z robom park Natal. Na severnem koncu se obrne skoraj pod pravim kotom in poteka nedaleč od mesta Harrismitha na severu province Mpumalanga (Esvatini, prej Svazi) do Mbombele v provinci Limpopo, na goro Strydpoort (2208 m) do gorovja Soutpans (1876 m) pri mestu Louis Trichardt. Tukaj se potopi v dolini reke Limpopo. Veliki rob se nadaljuje v Zimbabve in doseže bolj severno območje Mozambika.